# Платамонска епархия (Римокатолическа църква)
 Тази статия е за римокатолическата титулярна епархия.  За историческата и православната вижте Китроска, Катеринска и Платамонска епархия.  
Платамонската епархия (на латински: Dioecesis Platamonensis) е титулярна епископия на Римокатолическата църква с номинално седалище в македонското селище Платамон, Гърция. Епархията е подчинена на Солунската архиепископия. Като титулярна епископия е установена в 1933 година под името Platamonensis. Епархията няма епископски назначения.